# Kručov, Stropkov
Kručov este o comună slovacă, aflată în districtul Stropkov din regiunea Prešov. Localitatea se află la altitudinea de 202 m deasupra n.m., se întinde pe o suprafață de 8,21 km2 și în 2017 număra 219 locuitori.

## Istoric
Localitatea Kručov este atestată documentar din 1390.

## Demografie
| An:                | 1994 | 2004   | 2014   | 2024   |
| ------------------ | ---- | ------ | ------ | ------ |
| Număr de persoane: | 249  | 234    | 218    | 202    |
| Diferență:         |      | −6,02% | −6,83% | −7,33% |

| An:                | 2023 | 2024   |
| ------------------ | ---- | ------ |
| Număr de persoane: | 201  | 202    |
| Diferență:         |      | +0,49% |